# Huberville
Huberville é uma comuna francesa na região administrativa da Normandia, no departamento Mancha. Estende-se por uma área de 5,74 km². Em 2010 a comuna tinha 378 habitantes (densidade: 65,9 hab./km²).